# Xã Fairfield, Quận Westmoreland, Pennsylvania
Xã Fairfield (tiếng Anh: Fairfield Township) là một xã thuộc quận Westmoreland, tiểu bang Pennsylvania, Hoa Kỳ. Năm 2010, dân số của xã này là 2.424 người.